# 몽까이
몽까이시(베트남어: Thành phố Móng Cái / 城舖芒街)는 베트남 북동부에 위치한 꽝닌성의 도시로, 인구는 약 78,000명이며 중국 광시 좡족 자치구 둥싱시와 접경해 있다. 주민 소득이 20,000 달러에 달하며 베트남에서 가장 부유한 도시 가운데 하나로 손꼽힌다.

## 경제
2006년도 몽까이의 중국과 베트남 사이 국경을 통해 열린 무역 거래액은 21억 USD이며, 중월 국경으로는 최고이다. 몽까이 은행을 거치는 현금 흐름은 2006년도에 55억 USD이며, 호찌민시와 하노이에 이어 3위를 차지했다. 몽까이는 또한 중심부에 5개의 시장이 있기 때문에 ‘시장 마을’로 알려져 관광객은 무엇이든 손에 넣을 수 있다.

## 언어
몽까이는 수많은 언어가 존재한다. 누구나 모국어로 베트남어를 말하고, 광동어는 중심의 시장에서 널리 통용된다. 그리고 영어는 더 젊은 세대의 두번째 언어가 되어 있다. 특히 상업 지역은 중국 북경어도 통한다.

## 행정구역
몽까이는 다음의 행정 단위로 구분된다.

### 방
- 호아락 (Hòa Lạc / 和樂)
- 쩐푸 (Trần Phú / 陳富)
- 깔롱 (Ka Long / 卡隆)
- 닌즈엉 (Ninh Dương / 寧陽)
- 짜꼬 (Trà Cổ / 茶古)
- 하이옌 (Hải Yên / 海安)
- 하이화 (Hải Hòa / 海和)
- 빈응옥 (Bình Ngọc / 平玉)

### 사
- 박선 (Bắc Sơn / 北山)
- 하이띠엔 (Hải Tiến / 海進)
- 하이동 (Hải Đông / 海東)
- 하이쑤언 (Ninh Dương / 寧陽)
- 하이선 (Hải Xuân / 海春)
- 꽝응히아 (Quảng Nghĩa / 廣義)
- 반닌 (Vạn Ninh / 萬寧)
- 빈툭 (Vĩnh Thực / 永殖)
- 빈쭝 (Vĩnh Trung / 永中)

## 기후
| 몽까이의 기후               | 몽까이의 기후 | 몽까이의 기후 | 몽까이의 기후 | 몽까이의 기후 | 몽까이의 기후 | 몽까이의 기후 | 몽까이의 기후 | 몽까이의 기후 | 몽까이의 기후 | 몽까이의 기후 | 몽까이의 기후 | 몽까이의 기후 | 몽까이의 기후    |
| 월                          | 1월           | 2월           | 3월           | 4월           | 5월           | 6월           | 7월           | 8월           | 9월           | 10월          | 11월          | 12월          | 연간             |
| --------------------------- | ------------- | ------------- | ------------- | ------------- | ------------- | ------------- | ------------- | ------------- | ------------- | ------------- | ------------- | ------------- | ---------------- |
| 역대 최고 기온 °C (°F)      | 31.1 (88.0)   | 30.0 (86.0)   | 35.0 (95.0)   | 33.9 (93.0)   | 37.8 (100.0)  | 37.2 (99.0)   | 38.9 (102.0)  | 37.8 (100.0)  | 38.9 (102.0)  | 36.7 (98.1)   | 33.3 (91.9)   | 31.7 (89.1)   | 38.9 (102.0)     |
| 일평균 최고 기온 °C (°F)    | 19.4 (66.9)   | 19.4 (66.9)   | 21.7 (71.1)   | 25.6 (78.1)   | 30.0 (86.0)   | 31.7 (89.1)   | 31.7 (89.1)   | 31.7 (89.1)   | 31.7 (89.1)   | 29.4 (84.9)   | 25.6 (78.1)   | 21.7 (71.1)   | 26.6 (79.9)      |
| 일일 평균 기온 °C (°F)      | 15.8 (60.4)   | 16.4 (61.5)   | 18.9 (66.0)   | 22.8 (73.0)   | 26.7 (80.1)   | 28.3 (82.9)   | 28.3 (82.9)   | 28.3 (82.9)   | 27.8 (82.0)   | 25.0 (77.0)   | 21.1 (70.0)   | 17.5 (63.5)   | 23.1 (73.6)      |
| 일평균 최저 기온 °C (°F)    | 12.2 (54.0)   | 13.3 (55.9)   | 16.1 (61.0)   | 20.0 (68.0)   | 23.3 (73.9)   | 25.0 (77.0)   | 25.0 (77.0)   | 25.0 (77.0)   | 23.9 (75.0)   | 20.6 (69.1)   | 16.7 (62.1)   | 13.3 (55.9)   | 19.5 (67.1)      |
| 역대 최저 기온 °C (°F)      | 1.1 (34.0)    | 5.0 (41.0)    | 6.7 (44.1)    | 9.4 (48.9)    | 14.4 (57.9)   | 18.9 (66.0)   | 20.0 (68.0)   | 20.6 (69.1)   | 16.1 (61.0)   | 10.6 (51.1)   | 2.8 (37.0)    | 3.3 (37.9)    | 1.1 (34.0)       |
| 평균 강수량 mm (인치)       | 38.1 (1.50)   | 58.4 (2.30)   | 76.2 (3.00)   | 96.5 (3.80)   | 304.8 (12.00) | 475.0 (18.70) | 599.5 (23.60) | 571.5 (22.50) | 332.8 (13.10) | 182.9 (7.20)  | 81.3 (3.20)   | 40.6 (1.60)   | 2,857.6 (112.50) |
| 출처: 세계 생물 분류 시스템 |               |               |               |               |               |               |               |               |               |               |               |               |                  |

## 관광
시내 중심에서 남쪽으로 7km 정도 떨어진 곳에 짜꼬 해변(Trà Cổ Beach)이 있어서, 몽까이에는 매년 하노이와 하이퐁에서 많은 베트남인 관광객이 찾아온다. 2개의 5성급 호텔과 많은 민박과 게스트 하우스가 있고, 관광객을 위한 충분한 숙박 시설이 제공되고 있다.
이 도시는 중국과의 국경에 가장 가까운 도시인 쩐푸현의 걸어서 둘러보는 야시장의 본거지이다. 또한 중국의 제품을 도매로 관광객에게 판매하는 일일 오픈 시장의 본거지이기도 하다. 많은 도시 상인들은 중국 출신이며, 보통 아침에 일을 시작하고, 오후 늦게 국경을 넘어 집으로 돌아간다. 시내는 5월 1일과 독립기념일, 긴 주말과 같은 주요 공휴일을 중심으로 꽤 혼잡해질 수 있다.
몽까이는 해산물로도 유명하며 도시의 거리를 따라 늘어서 있는 레스토랑이 많이 있다.
몽까이 탑은 시내 근처에 있으며 베트남 국경에서 최고봉 중 하나로 손꼽힌다. 그곳에서 새내를 조망할 수 있으며, 반대쪽으로는 중국 본토까지 쉽게 볼 수 있다.

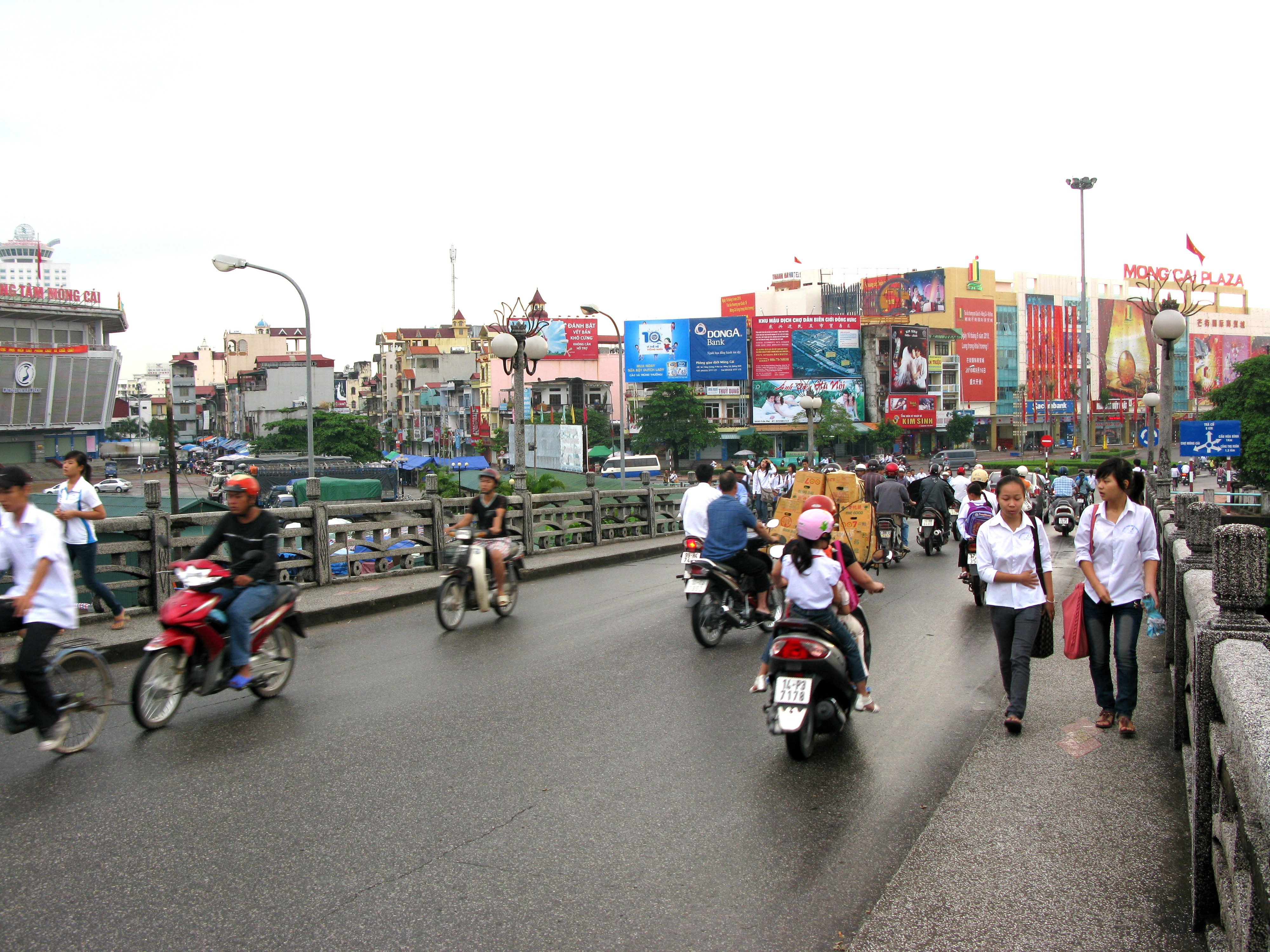
몽까이 깔롱 다리
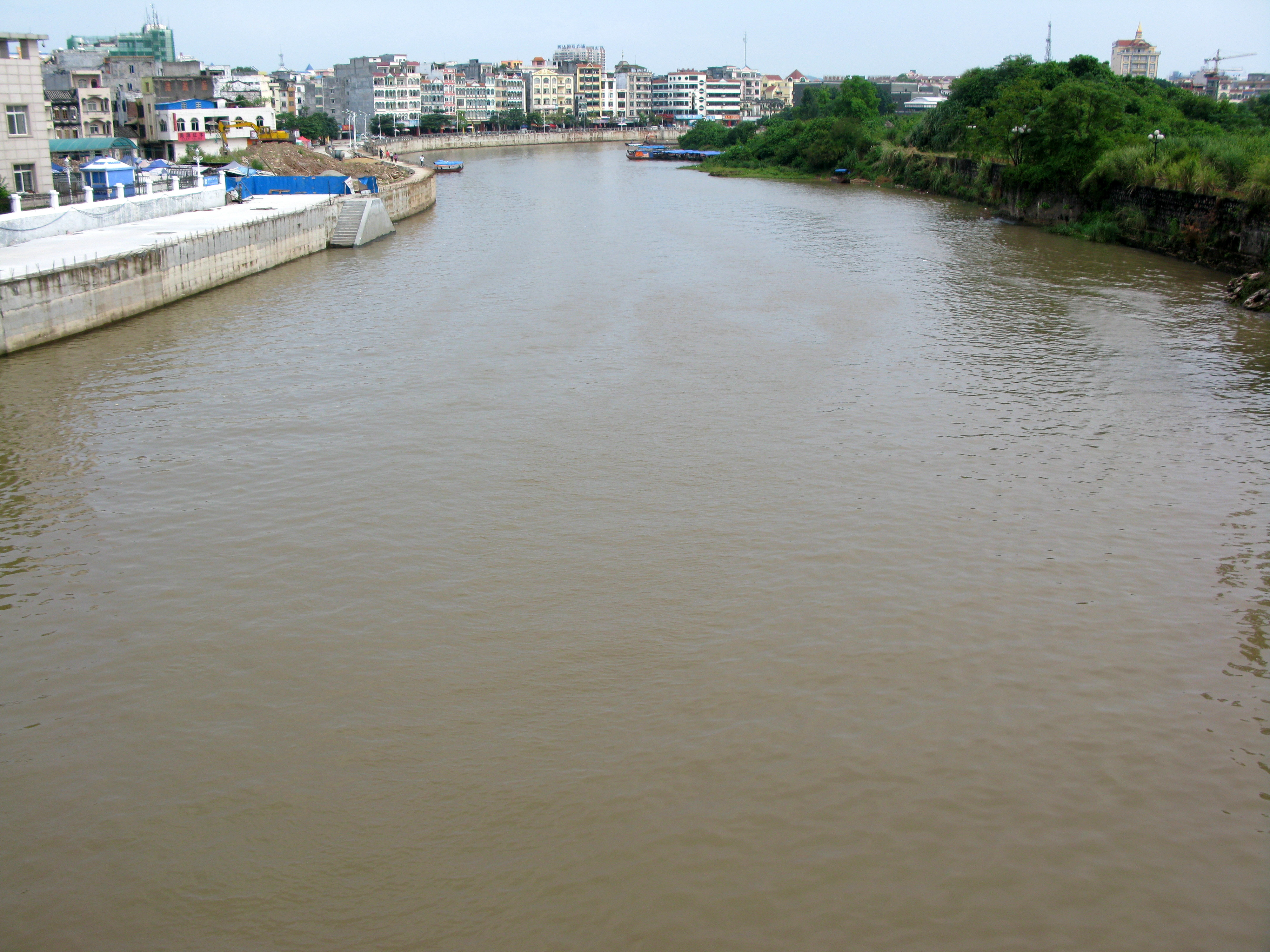
깔롱강, 지류는 중국-베트남 국경을 흐른다
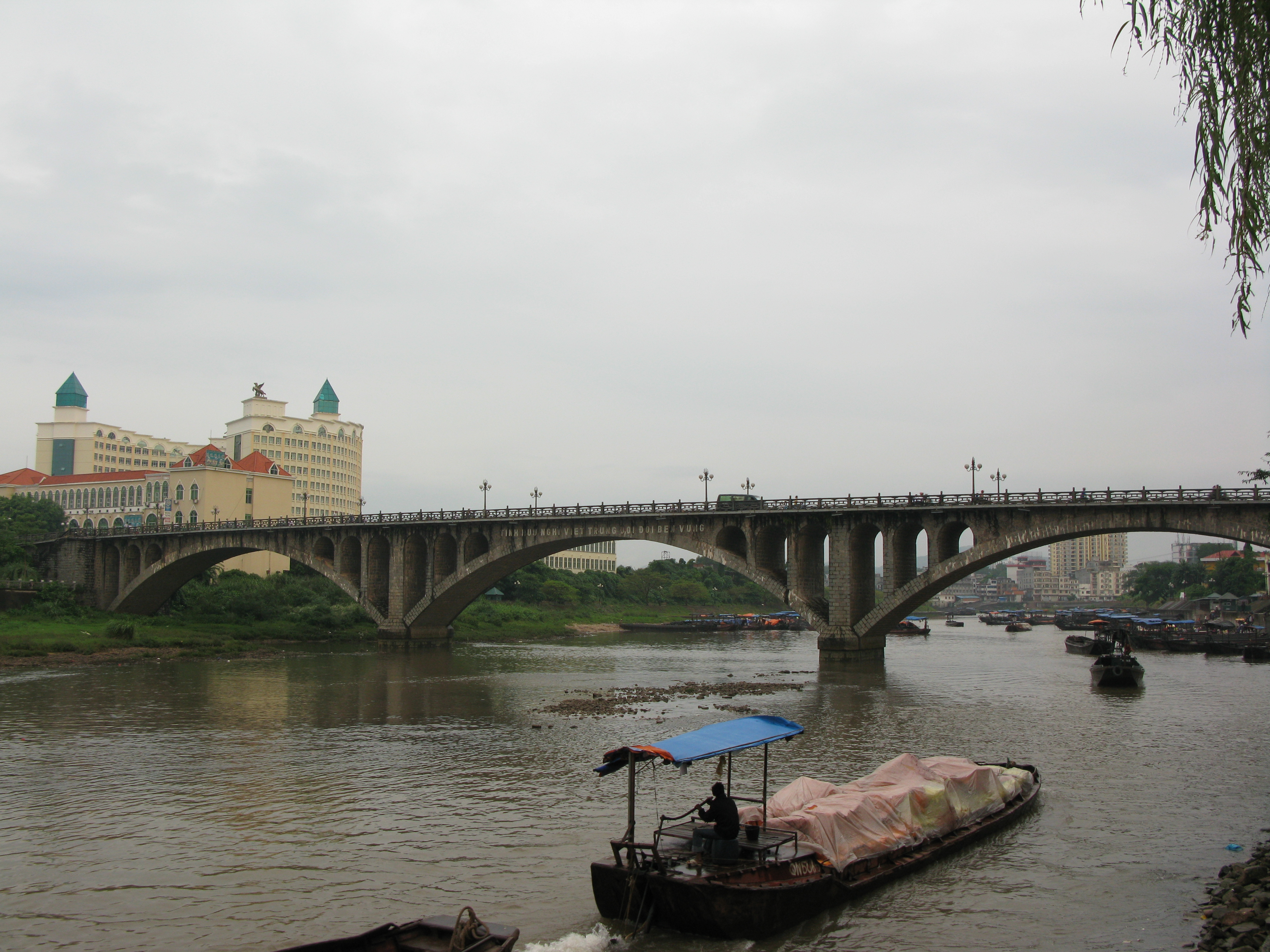
깔롱 다리와 깔롱강
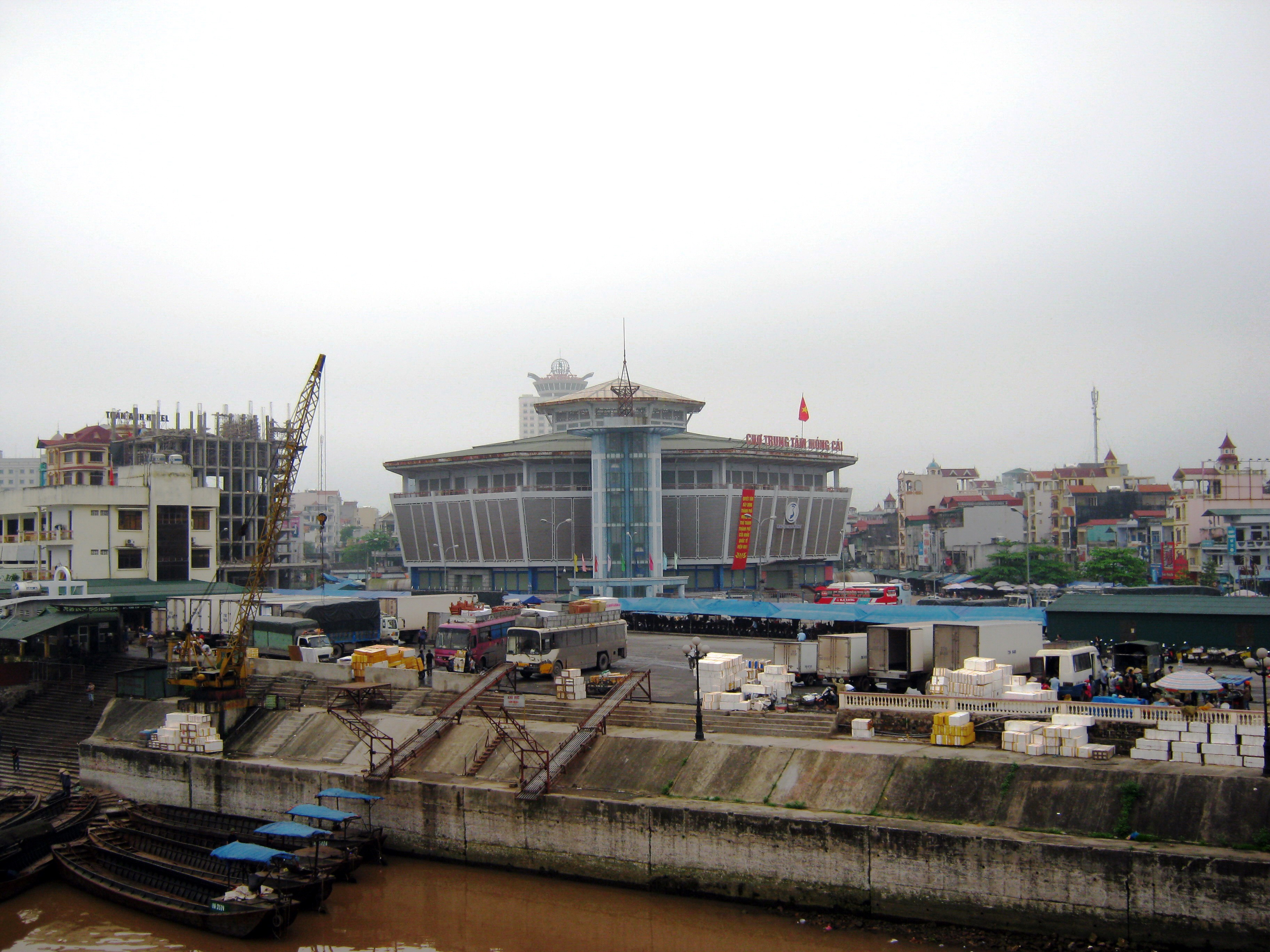
깔롱강에 위치한 몽까이 항구
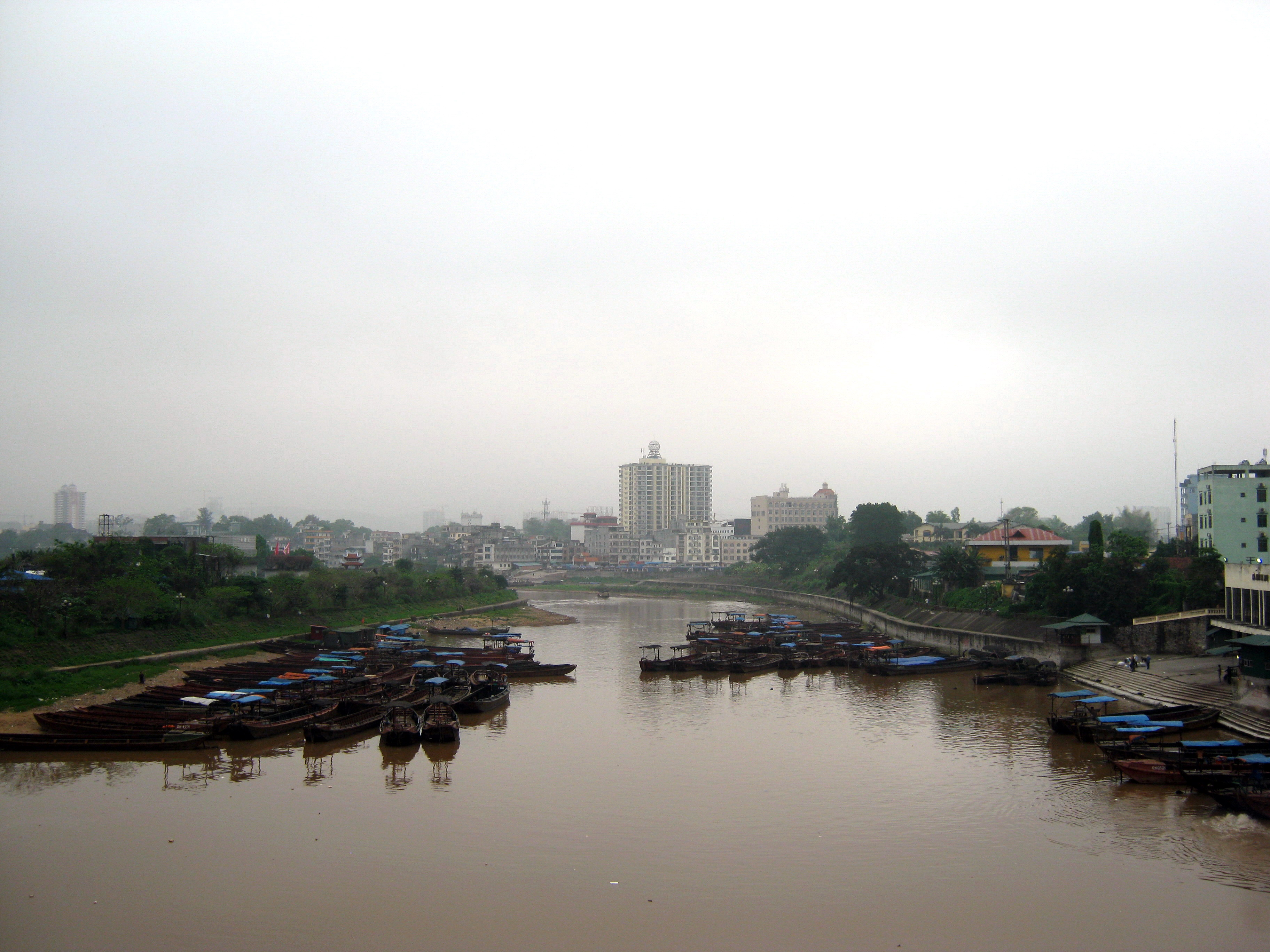
깔롱강
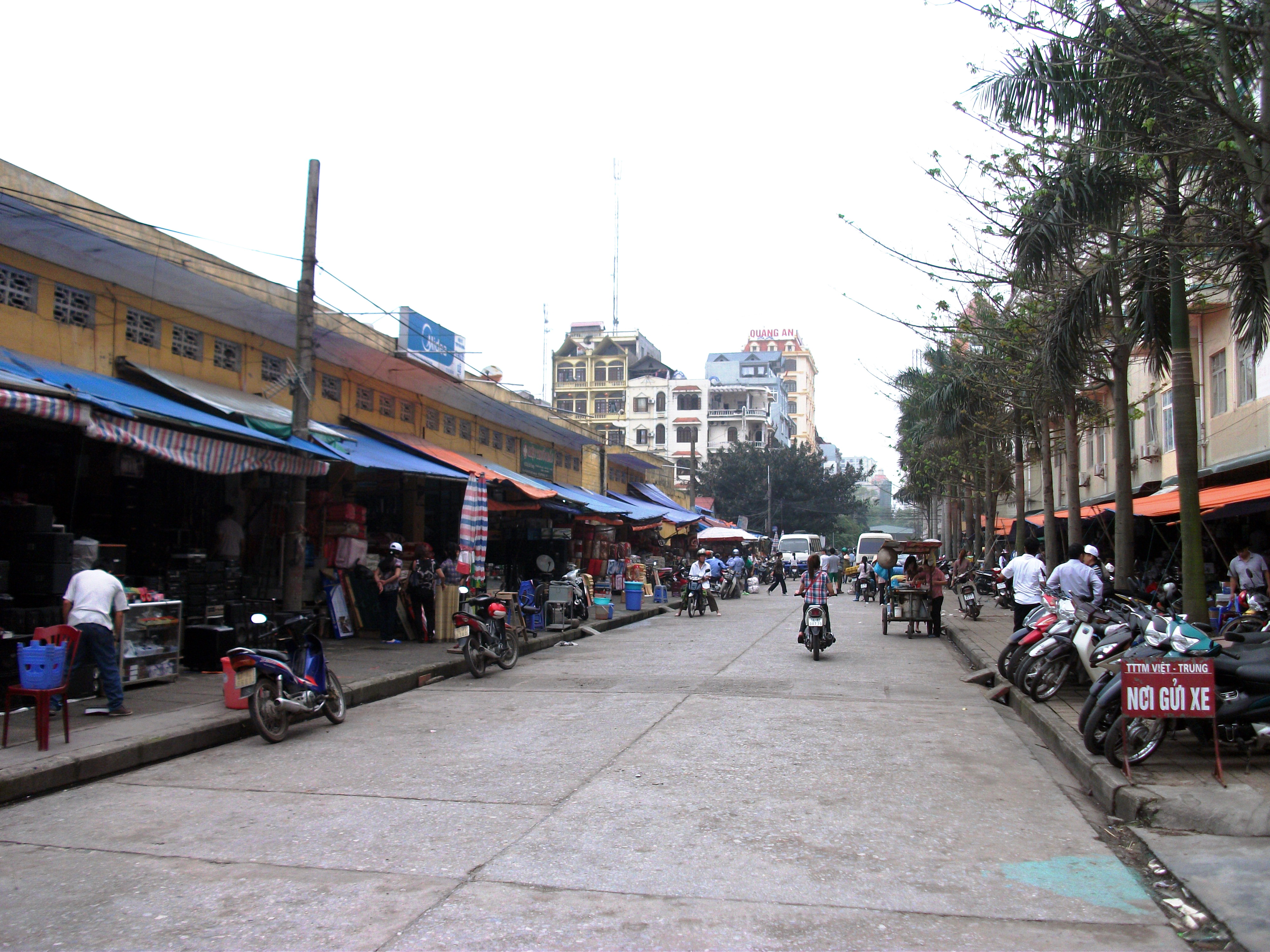
몽까이 시장 도로
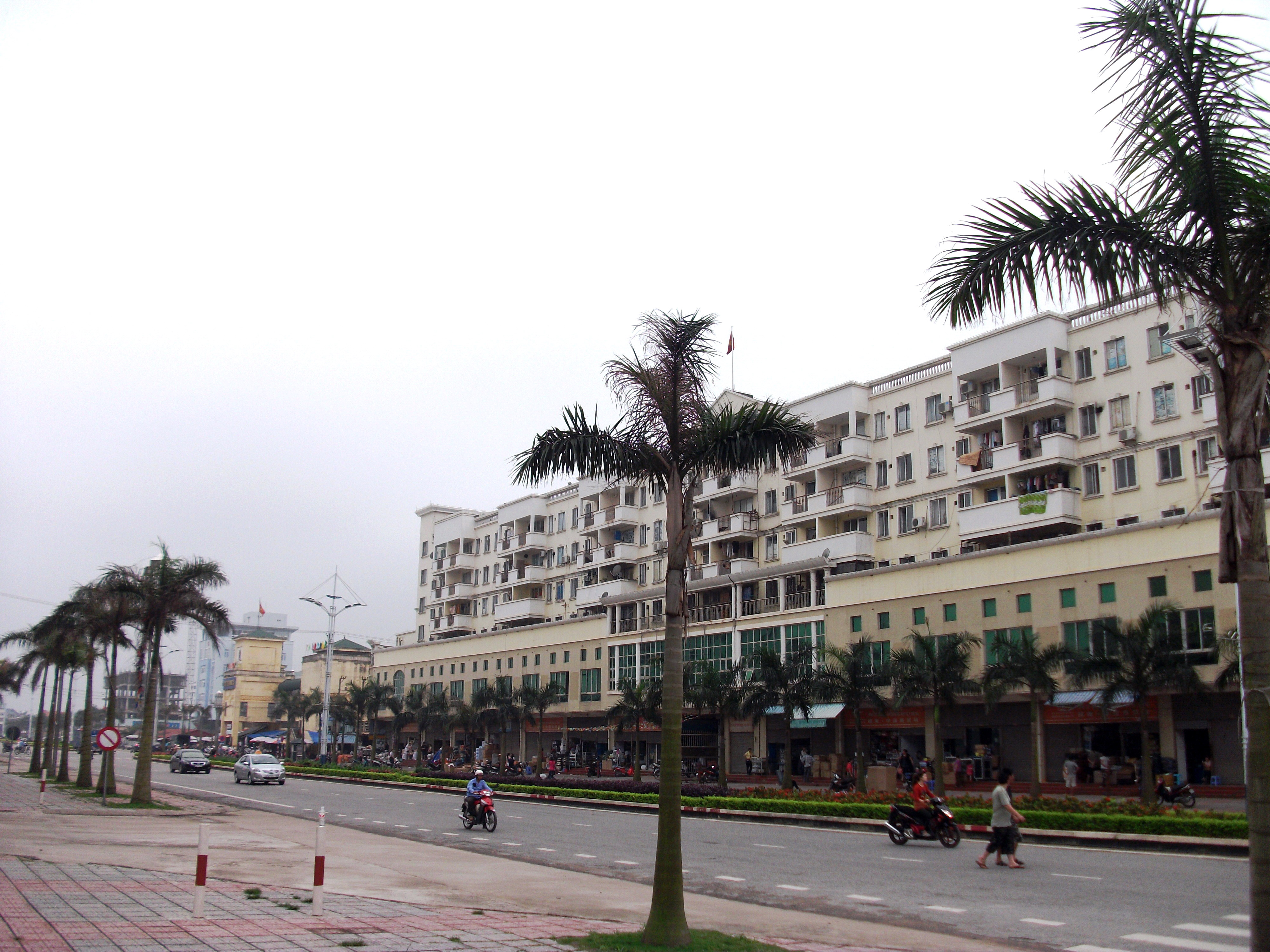
몽까이 중심가
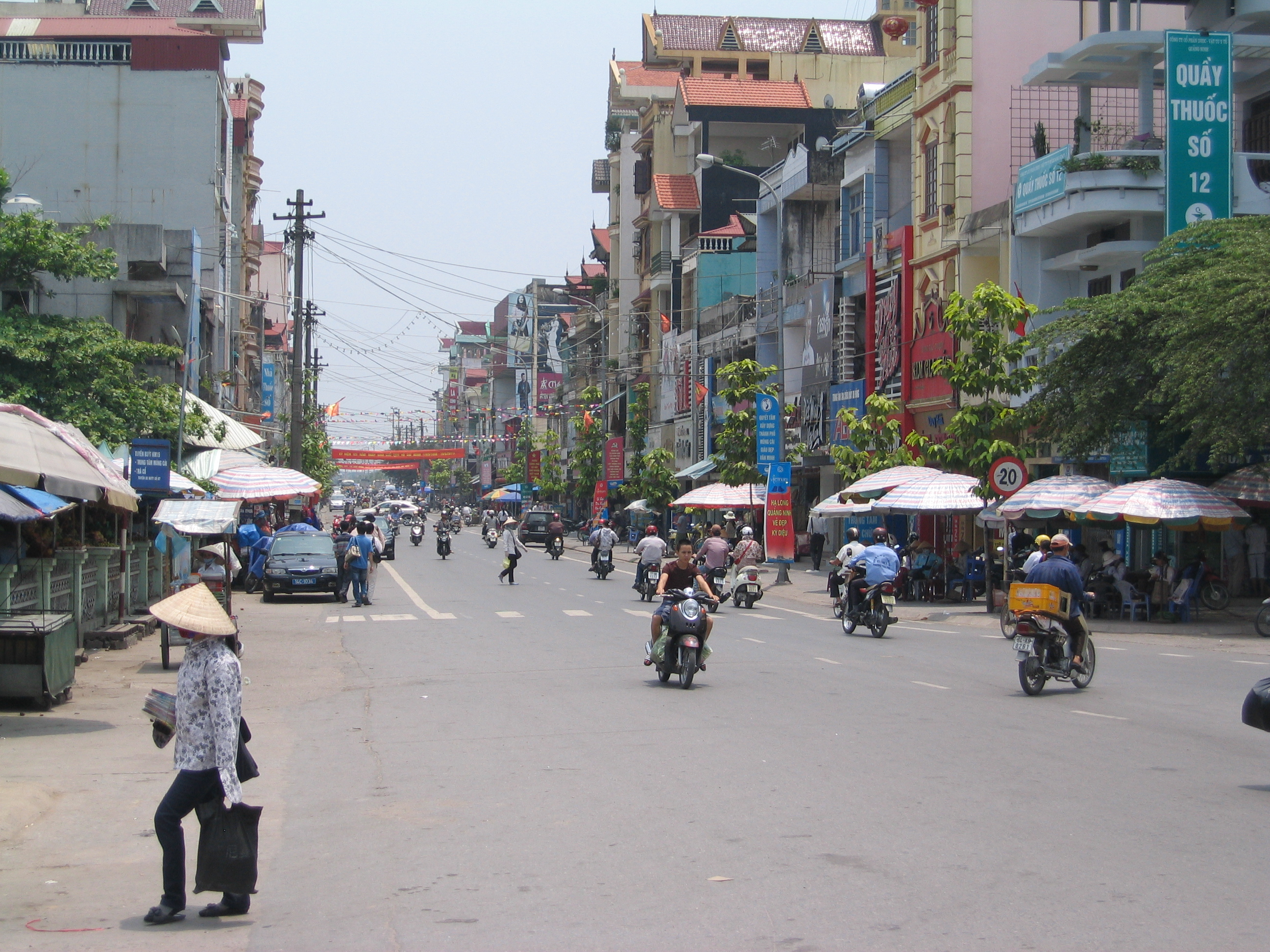
몽까이 거리